# Spiaggia di Aguete

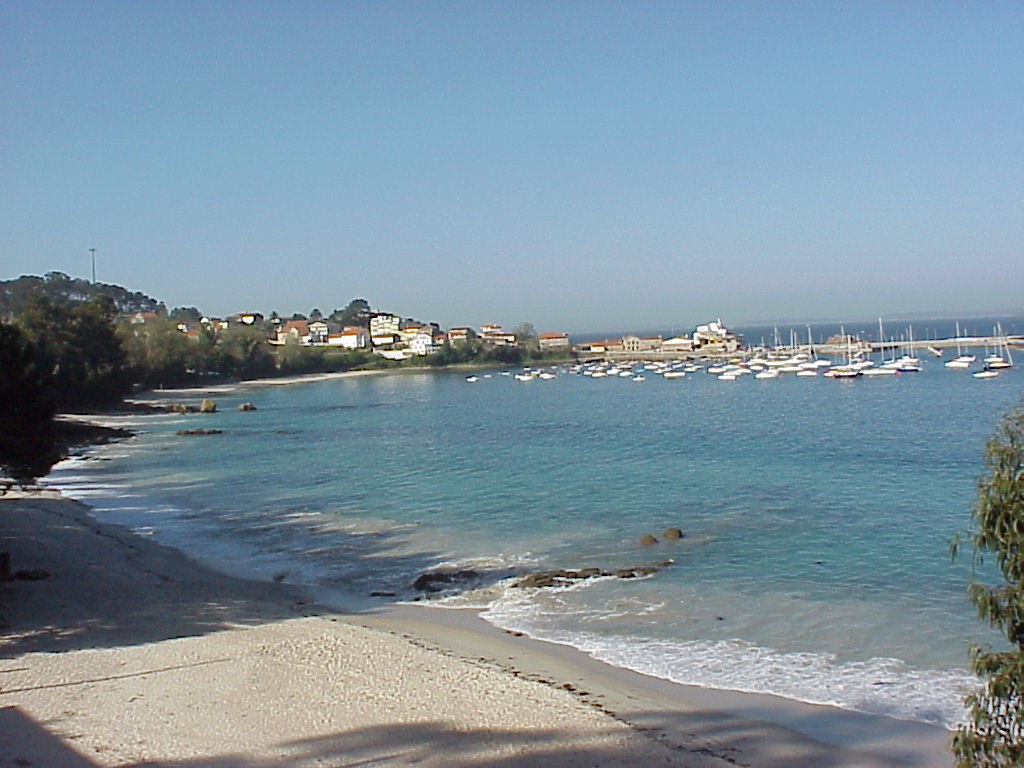
Spiaggia di Aguete

La spiaggia di Aguete è una spiaggia della Galizia situata nel comune di Marín nella provincia di Pontevedra, in Spagna. Ha una lunghezza di 920 metri e si trova sulla ria di Pontevedra a 10 km da Pontevedra.

## Descrizione
È una spiaggia a mezza conchiglia sulla ria di Pontevedra vicino alla cittadina di Marín. Nelle vicinanze si trova il porto di Aguete, dove attraccano molte barche all'ancora, così come il porto turistico di Aguete e il Royal Club del Mare di Aguete. La sabbia ci è dorata e la spiaggia è riparata dai venti, con acque calme adatte alla pratica degli sport acquatici: sci nautico, vela, moto d'acqua, windsurf e pedalò.
La bandiera blu vola lì.

## Accesso
Da Pontevedra, prendere la strada costiera PO-12 e PO-11 verso Marín. A Marín prendere la strada PO-551 e alla fine dell'area recintata della scuola navale la stradina che porta alle spiagge.

## Galleria d'immagini

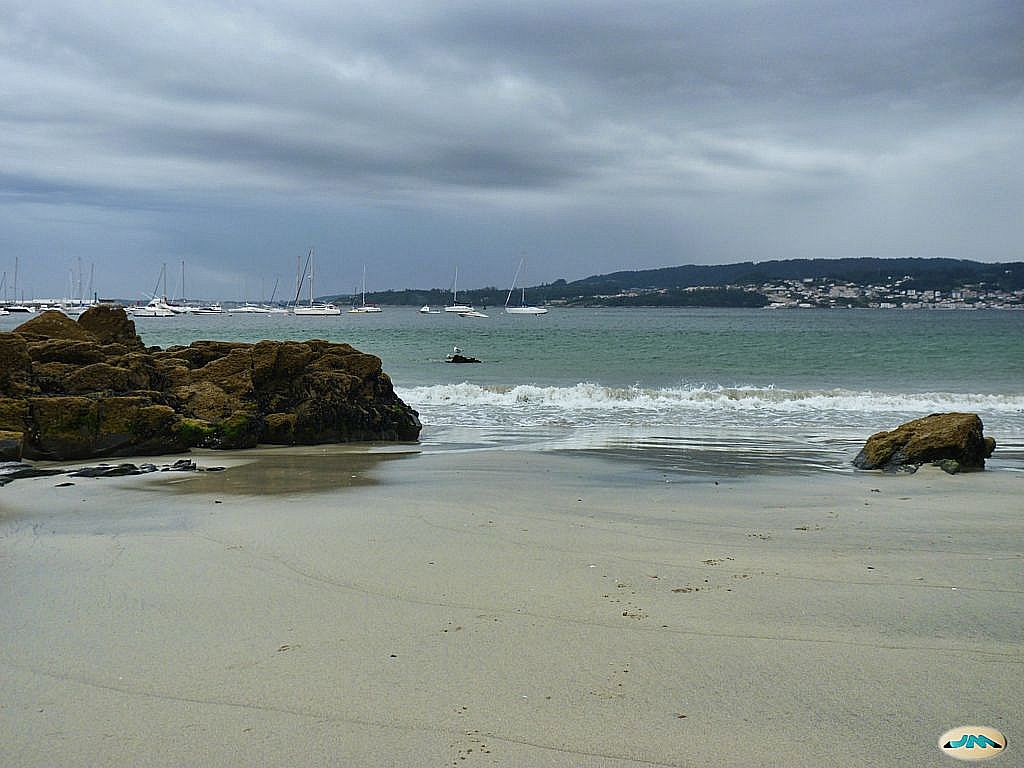
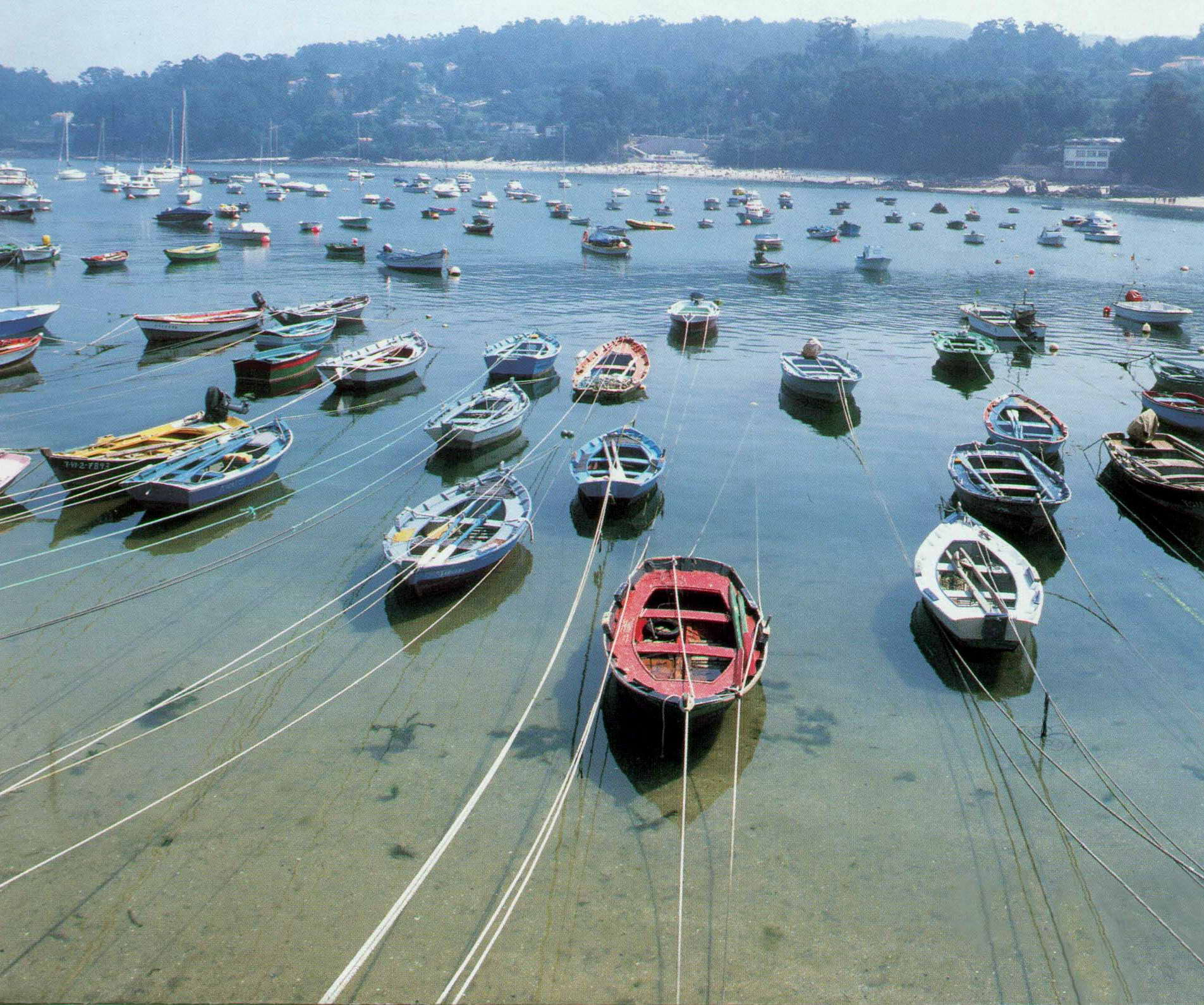
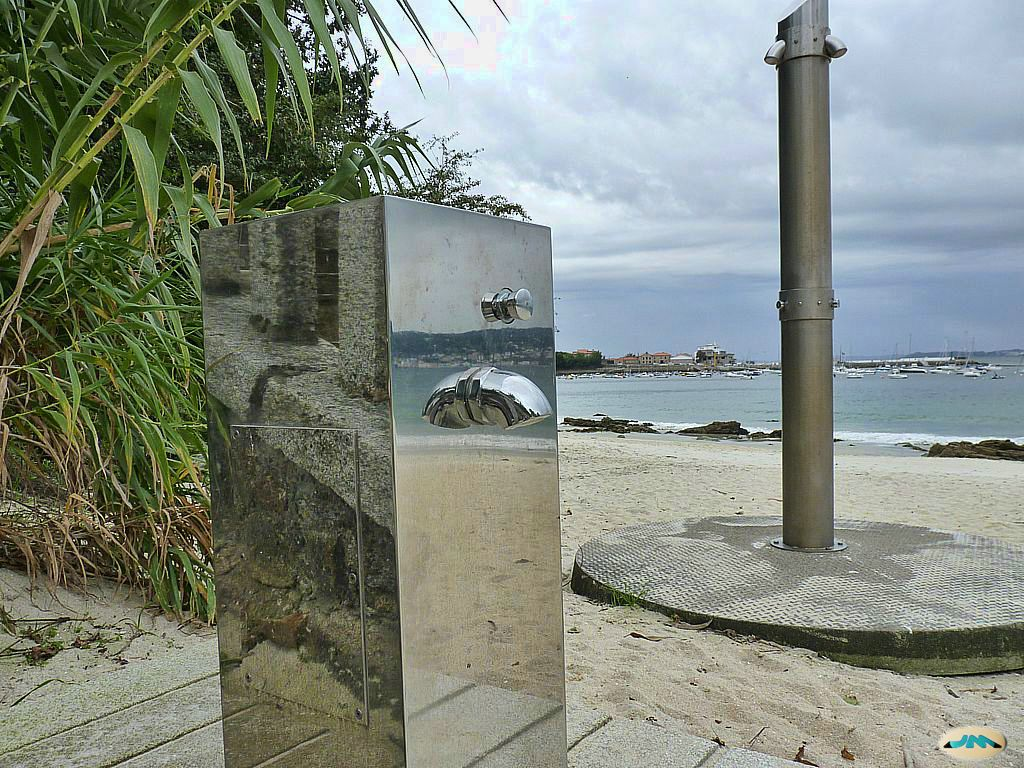
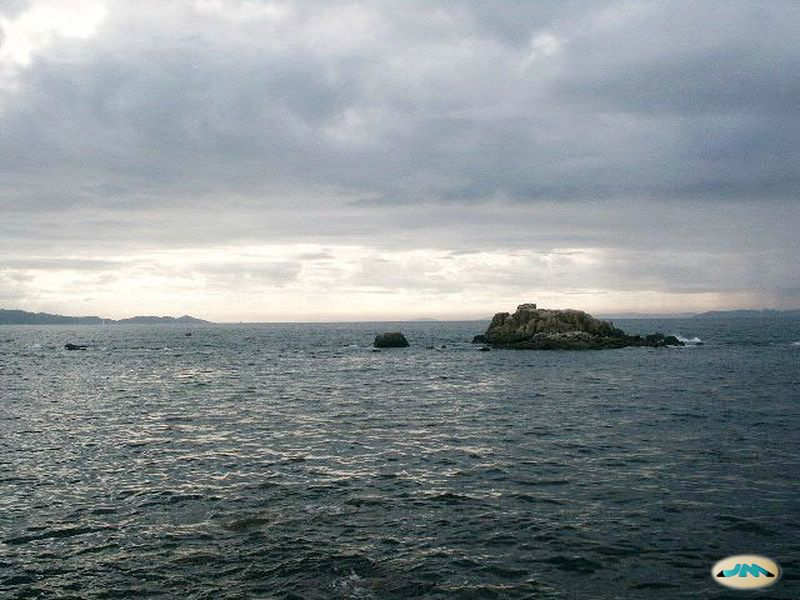
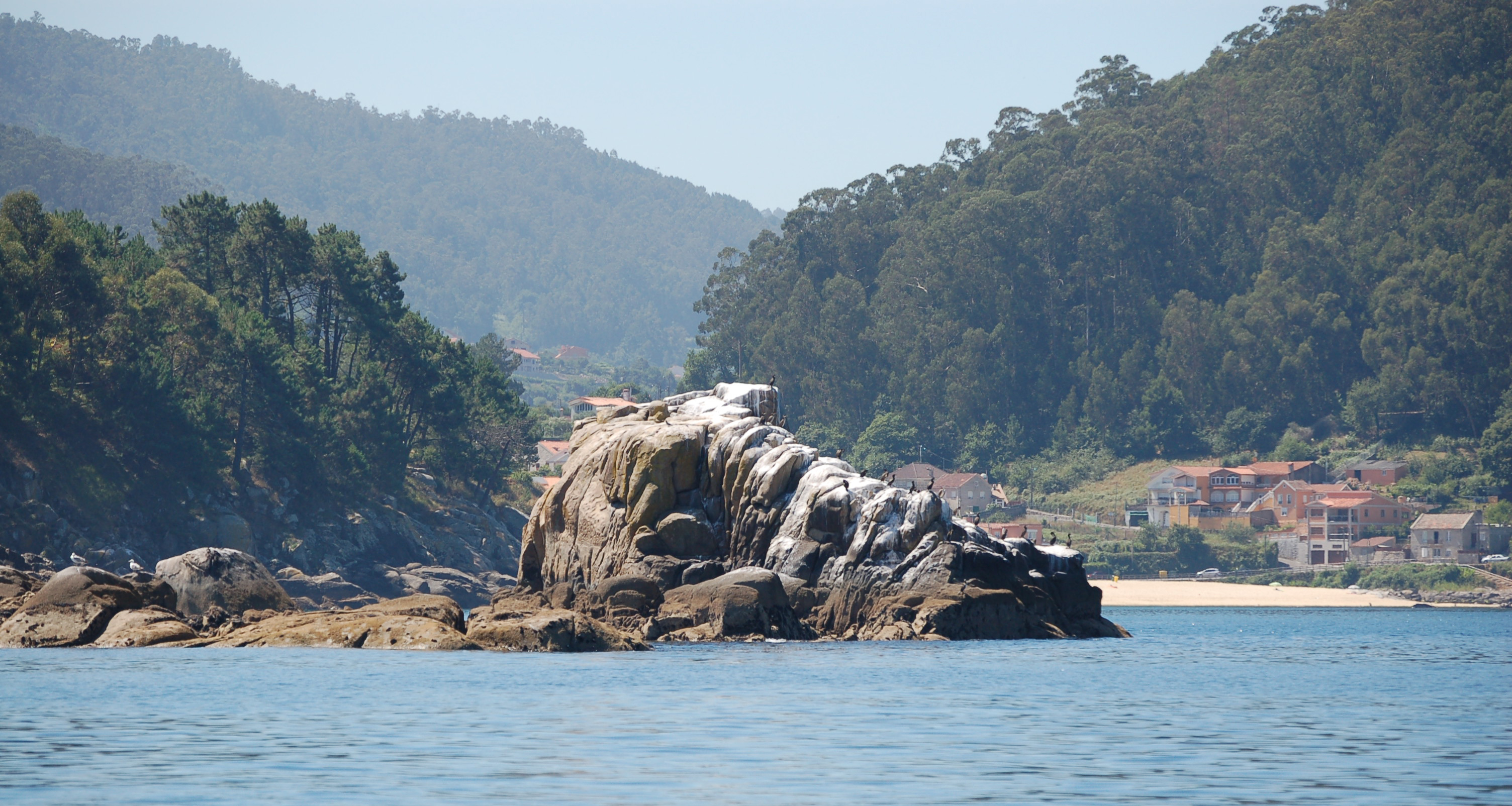